# Hjalmar (schip, 1881)
S/S Hjalmar (1873) was het derde schip van de Deense reder Dampskibsselskabet paa Bornholm af 1866.
Het schip werd gebouwd door de werf Motola Mekaniske Verkstad, opgeleverd in 1881 en in mei 1881 in de vaart genomen.
Tot en met maart 1905 heeft de Hjalmar voor Dampskibsselskabet paa Bornholm af 1866 gevaren. Hierna werd het schip verkocht aan de Noorse reder Dampskibs Aktieselskabet Lister Flekkefjord en omgedoopt tot Lister. Nieuw callsign: MCGW
Later in het jaar doorverkocht aan de Dampskibs Aktieselskabet Lister Flekkefjord, Noorwegen. BRT 195 - NRT 165
1922 Verkocht aan A/S Torghattens Dampsikbsselskab (H.M. Figenschow) in Brønnøy in Noorwegen. Nieuwe naam: S/S Torgtind
In 1936 krijgt het schip een tentdek.
Bij een Duitse luchtaanval, op 17 mei 1940, bij Aldersundet getroffen en is hierna op 19 mei gezonken.
Skandia · Heimdal · Hjalmar · Thor · Bornholm · Skandia · Ørnen · Heimdal · Frem · Bornholm · Hammershus · Østersøen · Rotna · Ella · Kongedybet · Østersøen · Bornholm · Thorkild Lund · Bornholm · 66-Paketten · Bornholmerpilen · Hammershus · Rotna · Isefjord · Hammershus · Rotna · Povl Anker · Jens Kofod · Julle · Peder Olsen · Gute · Villum Clausen · Dana Hafnia · Clare · King Of Scandinavia · Bora Mari · Rügen · Vilja · Dueodde · Hammerodde · Skania · Leonora Christina